# Phillip Champion
Phillip Champion (Jacksonville, Florida, 16 de junio de 1976) también conocido como "hot sauce", es un jugador de baloncesto callejero ("streetball") estadounidense que ha participado en la gira de AND1 y es uno de los jugadores de streetball más conocidos del mundo. Su estatura es de 1,85 metros.
Pasó a formar parte del And1 Mixtape Tour en el año 2001, y permaneció en el hasta el 2004. 
Luego pasó dos años fuera del tour, regrensando en 2006 y dejándolo en 2008.
En 2006, tuvo el papel protagonista en la película Crossover. 
El 27 de enero de 2009, se anunció que había firmado con el Spyder College Park de la ABA actual.